# Megalomacha tigripes
Megalomacha tigripes är en fjärilsart som beskrevs av Diakonoff 1960. Megalomacha tigripes ingår i släktet Megalomacha och familjen vecklare. Inga underarter finns listade i Catalogue of Life.